# Cantón Bodegas
Cantón Bodegas är en ort i Mexiko.   Den ligger i kommunen Tapachula och delstaten Chiapas, i den sydöstra delen av landet, 900 km sydost om huvudstaden Mexico City. Cantón Bodegas ligger 25 meter över havet och antalet invånare är 467.
Terrängen runt Cantón Bodegas är platt. Runt Cantón Bodegas är det ganska tätbefolkat, med 129 invånare per kvadratkilometer. Närmaste större samhälle är Tapachula, 19,7 km norr om Cantón Bodegas. Omgivningarna runt Cantón Bodegas är en mosaik av jordbruksmark och naturlig växtlighet.